# Pierre Denys de Montfort

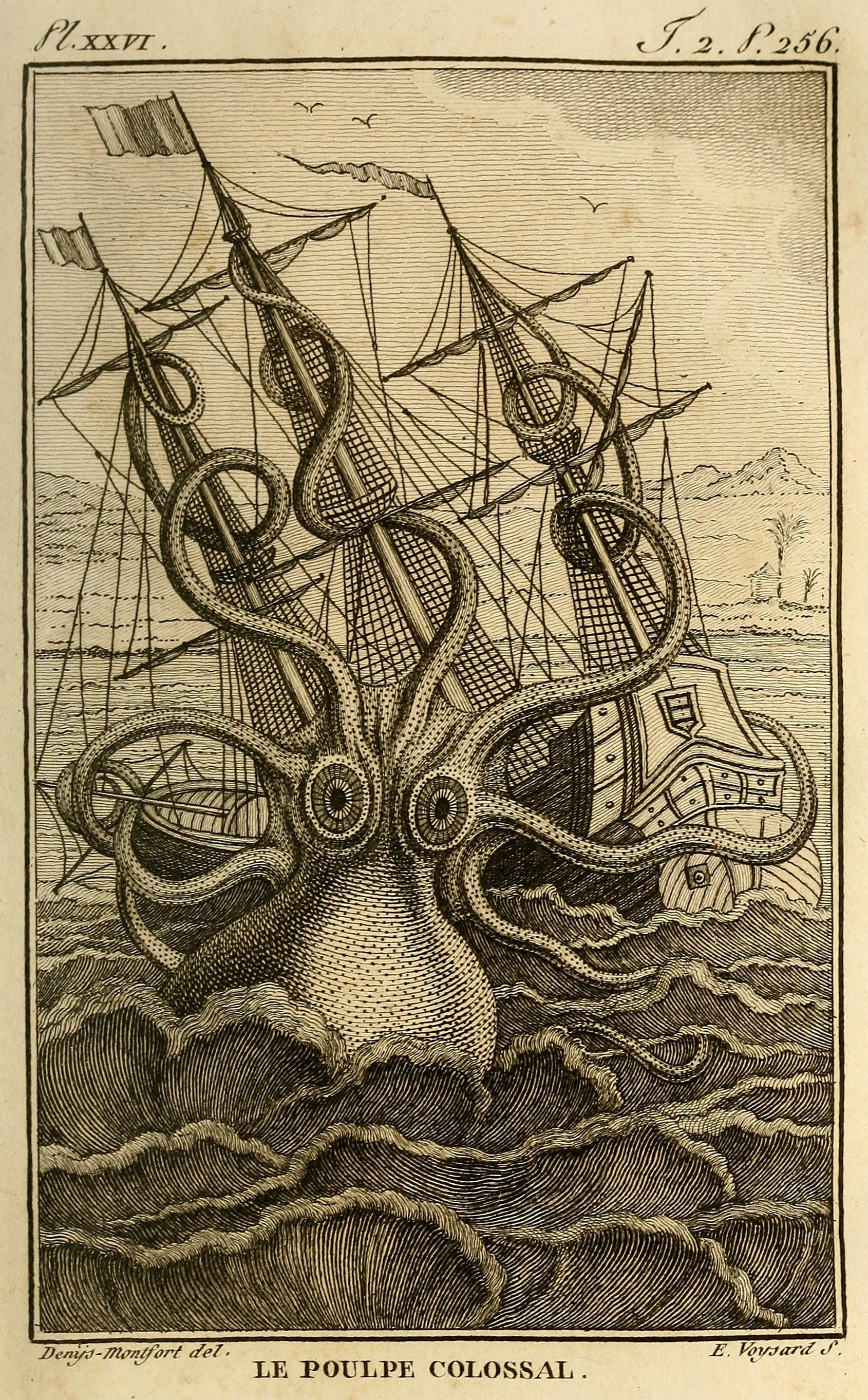
"Le Pouple Colossal", illustratie van Dénys de Montfort uit deel 2 van de Histoire naturelle, générale et particulière des mollusques

Pierre Denys de Montfort (of Dénys de Montfort) (Parijs?, circa 1768 – Parijs, circa 1820) was een Frans natuurwetenschapper, die vooral bekend is voor zijn tweedelig werk over de systematiek van de weekdieren: Conchyliologie systématique, et classification méthodique des coquilles, verschenen in 1808 en 1810. Daarin heeft hij talrijke nieuwe geslachten beschreven, waarvoor hij ook de typesoort aanduidde. Het derde deel dat hij op de laatste bladzijden van deel 2 aankondigde, is nooit verschenen.

## Biografie
Over zijn leven is erg weinig bekend, er zijn ook geen afbeeldingen van hem gekend. Hij werd rond 1768 geboren in Parijs; zijn precieze geboortedatum is niet gekend. Hij werkte aan het Parijse Muséum National d'Histoire Naturelle als assistent-geoloog ("aide-géologue"). Tijdens de Franse Revolutie noemde hij zichzelf Dénys-Montfort. In 1801/2 (Jaar X van de Franse republikeinse kalender) schreef hij vier delen over weekdieren voor de serie "Suites aux oeuvres de Buffon", onder redactie van Charles Sigisbert Sonnini.
In het tweede deel van deze Histoire naturelle, générale et particulière des mollusques schreef hij uitgebreid over de "reuzenoctopus", ook gekend als de Kraken (le poulpe colossal) met een zelfgemaakte tekening van dergelijk dier dat een schip aanvalt. Hij noteerde onder meer verhalen van zeevaarders uit Saint-Malo, die beweerden dat dit dier voor de kust van Angola een schip had aangevallen en bijna tot zinken gebracht. Montfort raakte in de ban van dit wezen, ondanks dat het door de wetenschap niet aanvaard werd. Daardoor raakte hij zijn geloofwaardigheid grotendeels kwijt. Georges Cuvier noemde hem postuum een "zonderling" ("homme singulier").
De resterende delen 5 en 6 van de Histoire naturelle, générale et particulière des mollusques verschenen pas enkele jaren later en waren niet meer door Montfort geschreven maar door Félix de Roissy. Sonnini schreef in een voorwoord bij deel 5 dat "een ongelukkige gebeurtenis deze geleerde aan zijn gekoesterde bezigheden, en misschien aan zijn vaderland, had ontrukt" ("L'auteur, M. Denys Montfort, qui avoit rassemblé les matériaux pour completer un travail si heureusement commencé, employoit toute son activité à les mettre en ordre, lorsqu'un évènement fâcheux a arraché ce savant à ses occupations chéries, et peut-être à sa patrie"). Wat deze ongelukkige gebeurtenis was is niet met zekerheid bekend; de formulering suggereert dat Montfort mogelijk een gevangenisstraf of verbanning riskeerde.
Op het titelblad van deel twee van zijn Conchyliologie systématique (1810) omschreef Montfort zichzelf als "Ancien Naturaliste en chef de S.M. le Roi de Hollande, pour les Indes Orientales, etc., etc." ("voormalig hoofd-naturalist van Z.M. de koning van Holland, voor Oost-Indië, enz. enz."). De koning in kwestie was Lodewijk Napoleon. Op voorspraak van Herman Willem Daendels, de gouverneur-generaal van Nederlands-Indië, ondertekende de koning op 9 februari 1807 een besluit waarin hij Montfort als naturalist in Nederlands-Indië benoemde. Maar Denys de Montfort heeft die functie nooit uitgevoerd en is nooit tot in Nederlands-Indië geraakt. Op 26 april 1807, reeds aan boord van het schip De Hersteller in Den Helder, schreef hij een brief aan de koning waarin hij zijn onafhankelijkheid terugvroeg om naar zijn "eenzaam werk" in de schoot van zijn familie te kunnen terugkeren. De redenen van dit verzoek zijn wederom niet duidelijk; hij schreef "on m'a trompé!" ("ik ben bedrogen!") en dat hij het "slachtoffer van bepaalde laster" was ("victime de quelque calomnies").
Dénys de Montfort heeft daarna geen officiële wetenschappelijke betrekking meer gehad. Tot 1816 schreef hij nog artikelen over uiteenlopende onderwerpen voor het magazine Bibliothèque Physico-Economique (waarvan Sonnini de redacteur was), onder meer over de methode om verschillende soorten azijn te bereiden. Hij bleef echter doorgaan met het classificeren van schelpen. Hij raakte aan de drank en moest zijn geld verdienen met het determineren van schelpen voor de commerciële schelpenhandel. Hij stierf, volgens de biografische schets in Georges Cuviers Règne animal, "verarmd in een Parijse straat in 1820 of 1821" ("mort de misère dans une rue à Paris, en 1820 ou 1821").

## Enkele publicaties
- Histoire naturelle, générale et particulière des mollusques, animaux sans vertèbres et à sang blanc, 6 delen, Parijs, An X – An XIII (1802-1805)
- Conchyliologie systématique, et classification méthodique des coquilles, 2 delen, Parijs, 1808 en 1810.